# Марк Манлий Капитолин
 За другия консул със същото име вижте Марк Манлий Капитолин (консул 434 пр.н.е.).  
Марк Манлий Капитолин (на латински: Marcus Manlius Capitolinus; † 384 пр.н.е. в Рим) e римски патриций от род Манлии. Марк Манлий е брат на Авъл Манлий Капитолин (военен трибун 389, 385, 383 и 370 пр.н.е.).
Марк Манлий Капитолин е консул през 392 пр.н.е. заедно с Луций Валерий Поцит. Според легендата той спасява Капитолий при нощно нападение на галите. През 390 пр.н.е. галите настъпват към Рим. През 387 пр.н.е. Рим претърпява голямо поражение в битката при река Алия от галите, които с командир Брен идват до Рим и подпалват голяма част от града. Множество жители бягат от нападателите. Една част бяга заедно с Манлий на връх Капитолий. Според легендата нападателите са издадени от гракащите гъски.. Манлий получава името Капитолин.
През 385 пр.н.е. Манлий е обвинен, че желае царската титла и е екзекутиран след една година на Тарпейската скала.
Antoine de La Fosse написва трагедия със заглавие Манлий Капитолин.